# Leiodytes orissaensis
Leiodytes orissaensis är en skalbaggsart som först beskrevs av Vazirani 1969.  Leiodytes orissaensis ingår i släktet Leiodytes och familjen dykare. Inga underarter finns listade i Catalogue of Life.